# Danta di Cadore
Danta di Cadore é uma comuna italiana da região do Vêneto, província de Belluno, com cerca de 552 habitantes. Estende-se por uma área de 8 km², tendo uma densidade populacional de 69 hab/km². Faz fronteira com Auronzo di Cadore, Comelico Superiore, San Nicolò di Comelico, Santo Stefano di Cadore.

## Demografia
| Variação demográfica do município entre 1861 e 2011                               |
|                                                                                   |
| Fonte: Istituto Nazionale di Statistica (ISTAT) - Elaboração gráfica da Wikipedia |